# Günther Happich
Günther Happich (28 de janeiro de 1952 - 16 de outubro de 1995) foi um futebolista austríaco.

## Carreira
Günther Happich competiu na Copa do Mundo FIFA de 1978, sediada na Argentina, na qual a seleção de seu país terminou na sétima colocação dentre os 16 participantes.